# مگان گوستافسون
مگان گوستافسون (انگلیسی: Megan Gustafson؛ زادهٔ ۱۳ دسامبر ۱۹۹۶) بازیکن بسکتبال اهل ایالات متحده آمریکا است.